# Nasowiczy (przystanek kolejowy)
Nasowiczy (biał. Насовічы, ros. Носовичи) – przystanek kolejowy w miejscowości Nasowiczy, w rejonie dobruskim, w obwodzie homelskim, na Białorusi. Położony jest na linii Bachmacz - Homel.